# UFC Fight Night: Stephens vs. Choi
UFC Fight Night: Stephens vs. Choi (também conhecido como UFC Fight Night 124) foi um evento de artes marciais mistas (MMA) produzido pelo Ultimate Fighting Championship, realizado no dia 14 de janeiro de 2018, no Scottrade Center, em St. Louis, Missouri.

## Background
O evento marcará a primeira visita da promoção a St. Louis. A ex-subsidiária da Zuffa, a Strikeforce, já realizou três eventos em St. Louis, o mais recente em dezembro de 2010.
Espera-se que o evento seja encabeçado por uma luta de peso-pena entre Jeremy Stephens e Doo Ho Choi.
Uma luta no peso-meio-médio entre o vencedor do The Ultimate Fighter: American Top Team vs. Blackzilians, também nos meio-médios, Kamaru Usman, e Emil Weber Meek, foi originalmente agendado para o UFC 219. No entanto, devido a um suposto problema no visto de Meek, que afetou sua agenda de viagens, o combate foi adiado, e depois reprogramado para o UFC 220. No entanto, no dia seguinte, foi transferido para este evento.
Zak Cummings enfrentaria neste evento o ex-desafiante ao Cinturão Meio-Médio do UFC, Thiago Alves. No entanto, apenas dois dias antes da luta, Cummings se feriu ao cair e fraturar o crânio, e a luta foi cancelada.
Na pesagem, Mads Burnell bateu 150 libras (68 kg), 4 libras (1,8 kg) acima do limite do peso-pena para lutas que não valem o cinturão, de 146 libras (66,2 kg). Como tal, a disputa prosseguirá, mas em peso-casado, e Burnell cederá 20% de sua bolsa para o oponente Mike Santiago. Enquanto isso, Uriah Hall não compareceu à pesagem, e sua luta contra o ex-Campeão Peso-Meio-Pesado do UFC e Vencedor do Torneio Peso-Pesado do UFC 12, Vitor Belfort, foi cancelada.

## Bônus da Noite
- Luta da Noite:  Jeremy Stephens vs.  Doo Ho Choi
- Performance da Noite:  Darren Elkins e  Polo Reyes